# Mustrak, Haskovo
Mustrak (în bulgară Мустрак) este un sat în comuna Svilengrad, regiunea Haskovo,  Bulgaria. 

## Demografie
Componența etnică a satului Mustrak
     Bulgari (75,77%)
     Turci (14,97%)
     Romi (9,25%)
     Nicio identificare (0%)
La recensământul din 2011, populația satului Mustrak era de 227 locuitori. Din punct de vedere etnic, majoritatea locuitorilor (75,77%) erau bulgari, existând și minorități de turci (14,97%) și romi (9,25%). Pentru 0% din locuitori nu este cunoscută apartenența etnică.